# Psittacara strenuus
Psittacara strenuus (лат.) — вид птиц из семейства попугаевых. Ранее вид рассматривали в составе рода Aratinga, но в 2013 году на основе анализа ДНК, обоснована самостоятельность рода Psittacara и его состав включён в том числе вид Aratinga strenua. Некоторые авторы рассматривают этот вид как подвид Psittacara holochlora.

## Описание
Зелёные попугаи размером около 32 см, с длинным заострённым хвостом. Ноги желтовато-коричневые. Гнездятся колониями один раз в год в сезон дождей. Гнездо располагают в гнездовой камере в конце туннеля, вырытом в мягком вулканическом грунте, длиной от 120 до 300 см. Каждый такой туннель занимает одна пара. Реже устраивают гнёзда в расщелинах скал или в дуплах деревьев. Откладывают 2—4 яйца, которые вылупляются в середине августа. В период гнездования живут парами и кормят птенцов до пяти раз в день. Окрыляются через 51 день после рождения. Питаются фруктами и семенами, реже цветками растений. Распространён в штате Оахаки в Мексике, Гватемале и на юго-западе Никарагуа. В горах встречаются до высоты 2500 м. Естественными врагами попугаев являются воробьиная пустельга, американская чёрная катарта и канюк Buteo plagiatus. Включён в Приложение II Конвенции о международной торговле видами дикой фауны и флоры, находящимися под угрозой исчезновения (СИТЕС).